# Ädelgranssläktet
Ädelgranssläktet (Abies) är ett växtsläkte med barrträd i familjen tallväxter med cirka 42 arter. De förekommer naturligt i Eurasien (söderut till Himalaya, södra Kina och Taiwan), Nordafrika, Nordamerika, Mexiko och Centralamerika. Släktet skiljs från gransläktet (Picea) genom platta barr och upprätta kottar med avfallande fjäll. Hit hör silvergranen (Abies alba) med åt två sidor nästan kamlikt ordnade, ovan glänsande gröna, under vitaktiga barr. Kottarna är grunt avlånga med mycket trubbiga och tilltryckta fjäll. Silvergranen bildar skogar i mellersta och södra Europas lägre fjälltrakter, där den kan uppnå en höjd av 60 meter och en omkrets på 5,5 meter. 

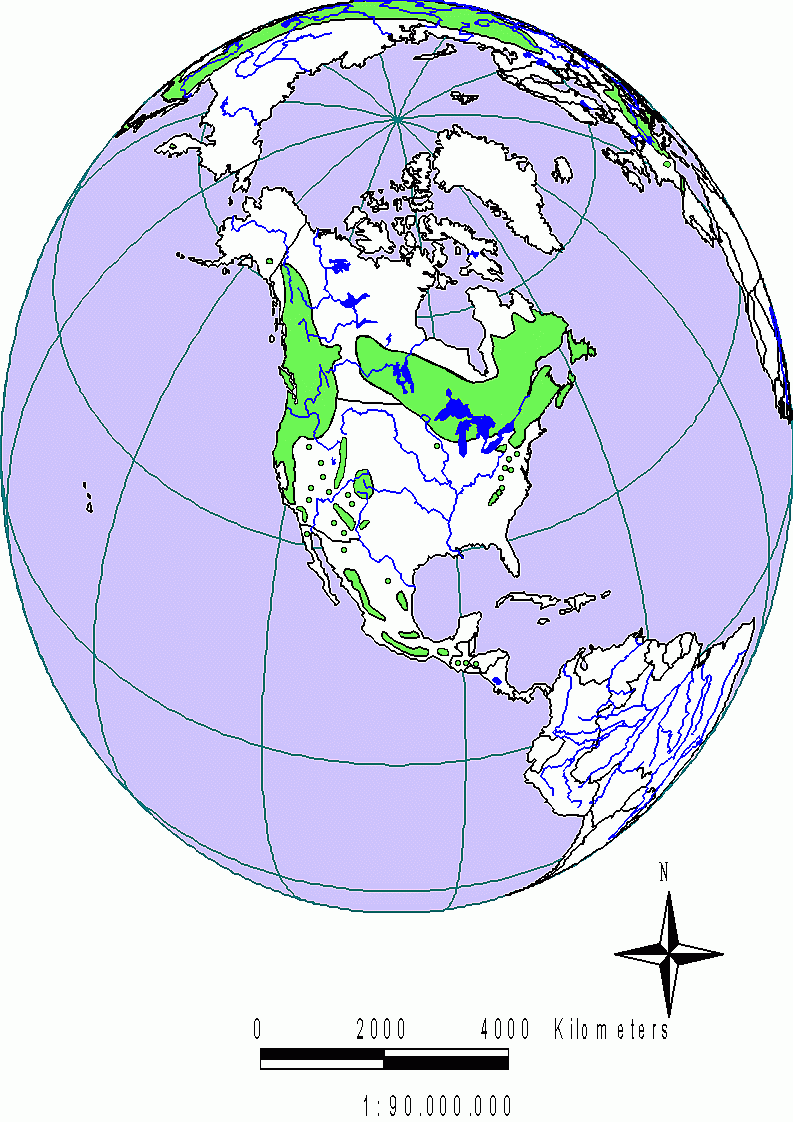
Utbredning i Amerika
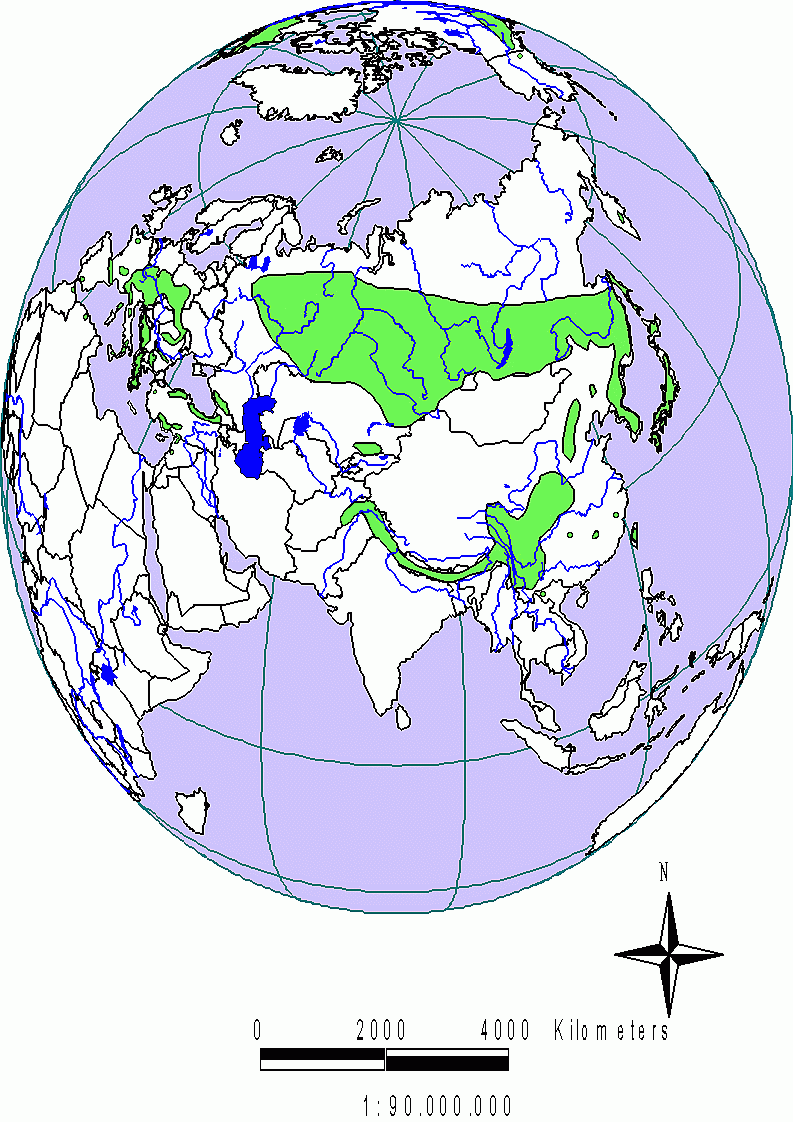
Utbredning i Asien och Europa
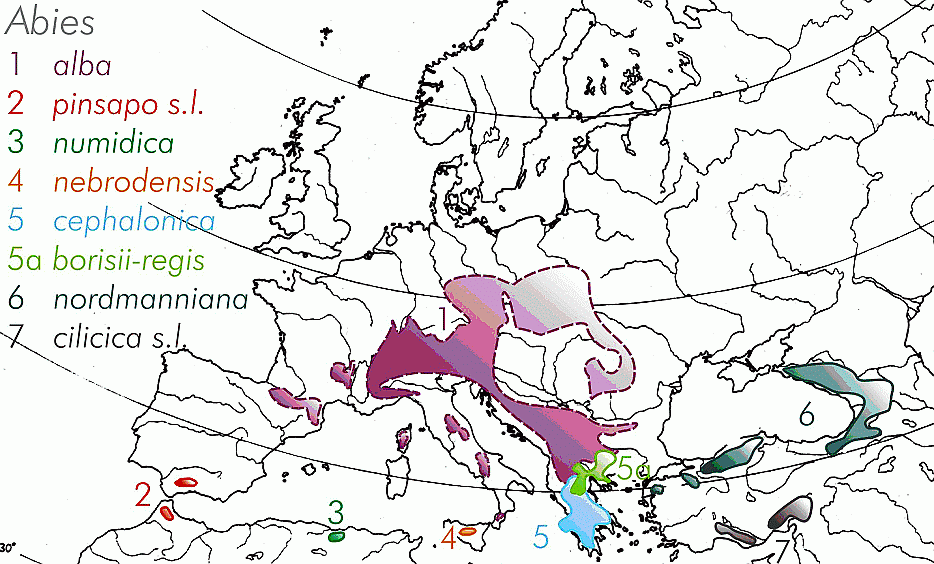
Artspecifik utbredning i Europa.

## Användning
Nordmannsgranen var den ursprungliga julgranen i Tyskland och vissa ädelgranar säljs alltjämt som julgranar. De är omtyckta i parker och trädgårdar. Veden är emellertid i allmänhet av sämre kvalitet än andra tallväxters, och används inte till pappersmassetillverkning i större omfattning. Veden innehåller mycket harts.
Förr erhölls av silvergranen en balsam som kallades "Strassburg-terpentin", eftersom den främst insamlades i Elsass och utsändes i handeln från Strassburg. Av en närsläktad art, balsamgran (Abies balsamea) i norra Amerika (fullt härdig i Sverige), fick man kanadabalsam.

## Arter
Exempel på i Sverige förekommande, planterade och/eller odlade:
- Balsamgran (Abies balsamea)
- Berggran (A. lasiocarpa)
- Coloradogran (Abies concolor)
- Koreagran (A. koreana)
- Nordmannsgran (Abies nordmanniana)
- Silvergran (Abies alba)

Andra arter (vars förekomst i Sverige är obekant):
- Algergran (A. numidica)
- Amurgran (A. nephrolepis)
- Aomorigran (A. mariesii)
- Bulgarisk gran (A. borisii-regis)
- Fujigran (A. veitchii)
- Grekgran (A. cephalonica)
- Kaskadgran (Abies procera)
- Kustgran (Abies grandis)
- Nikkogran (A. homolepis)
- Pichtagran (Abies sibirica)
- Praktgran (A. magnifica)
- Purpurgran (A. amabilis)
- Sachalinagran (A. sachalinensis)
- Spanskgran (A. pinsapo)
- Turkgran (A. cilicica)
- Ussurigran (A. holophylla)
- Virginiagran (A. fraseri)

## Bildgalleri

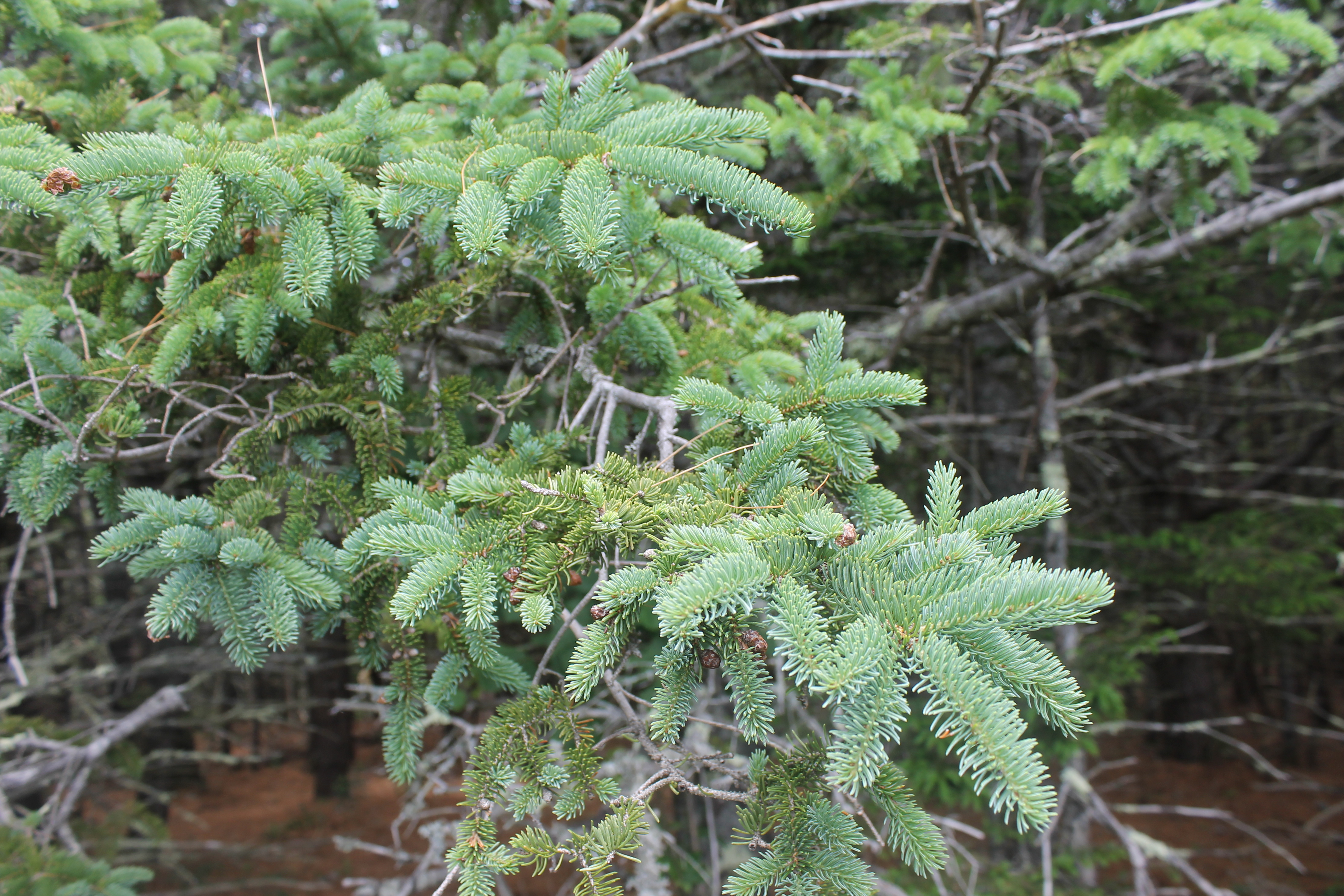
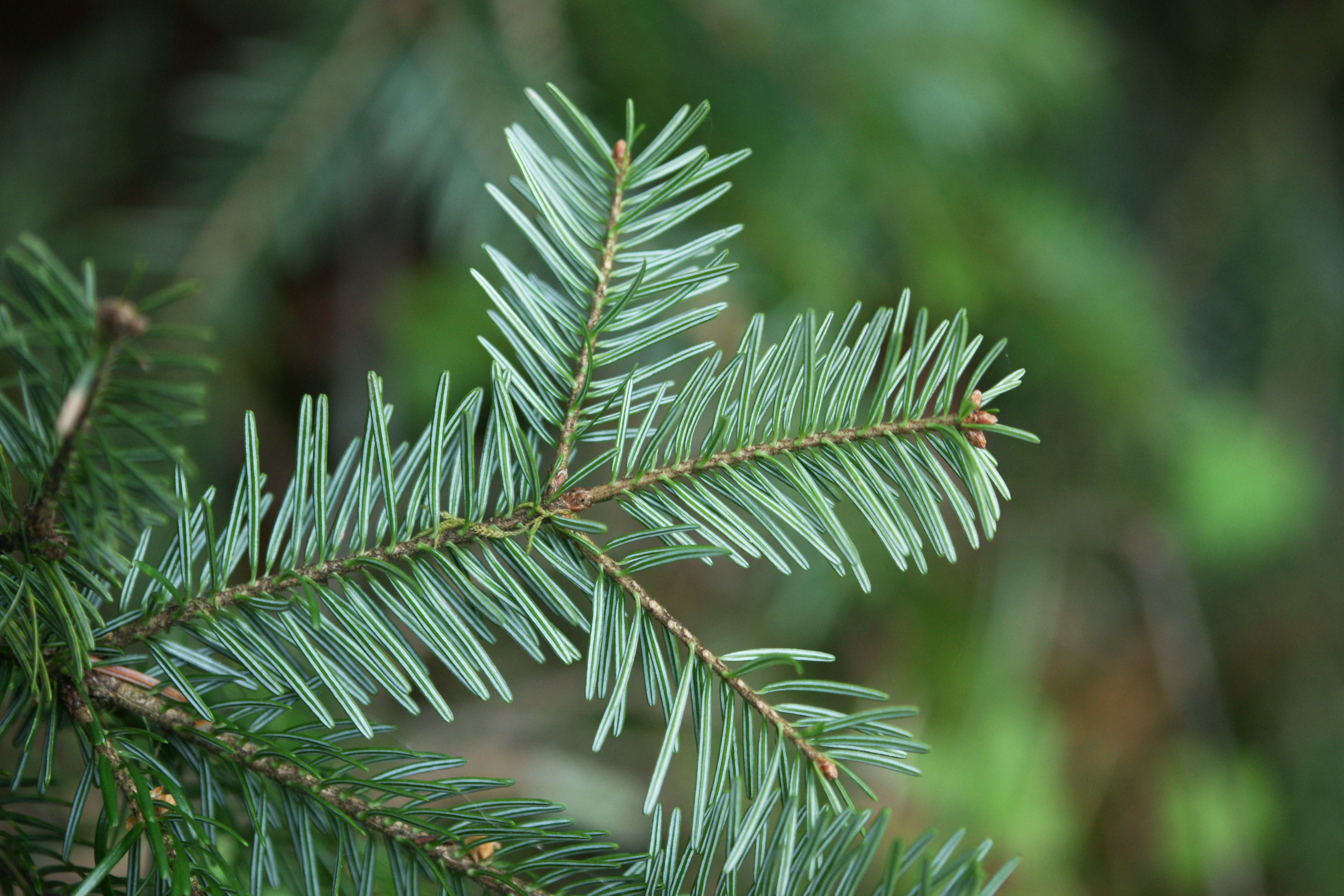
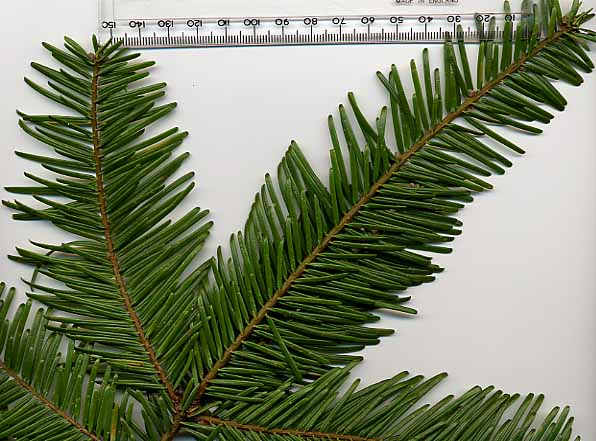
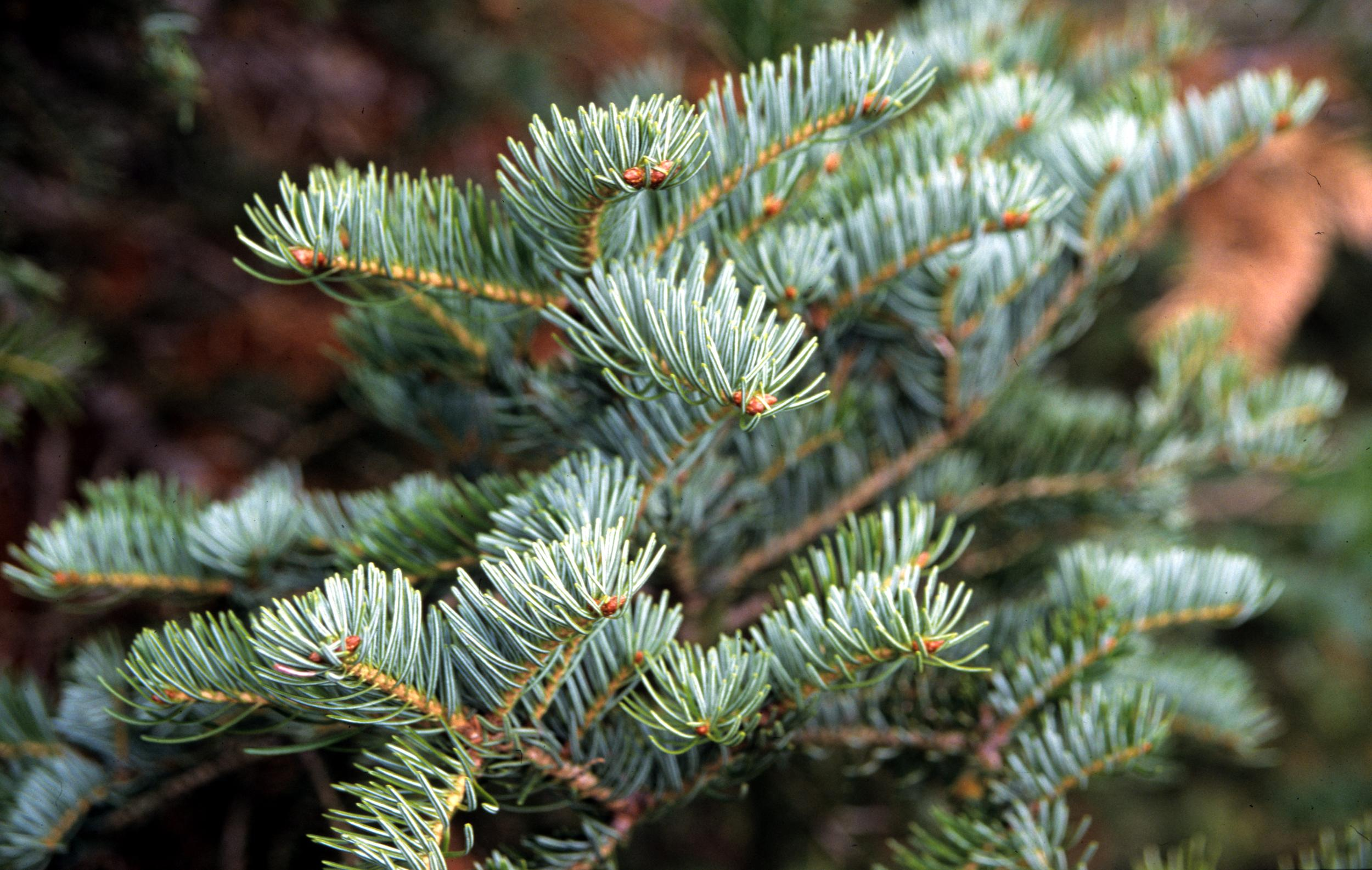
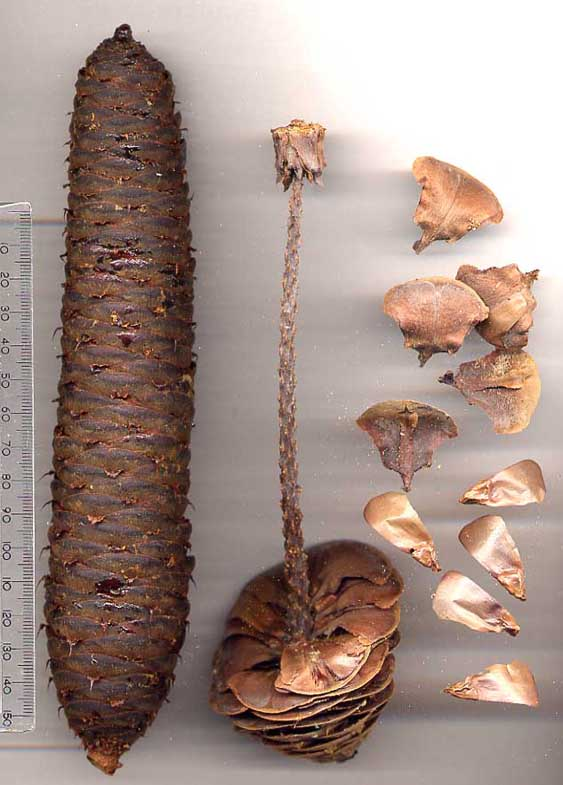
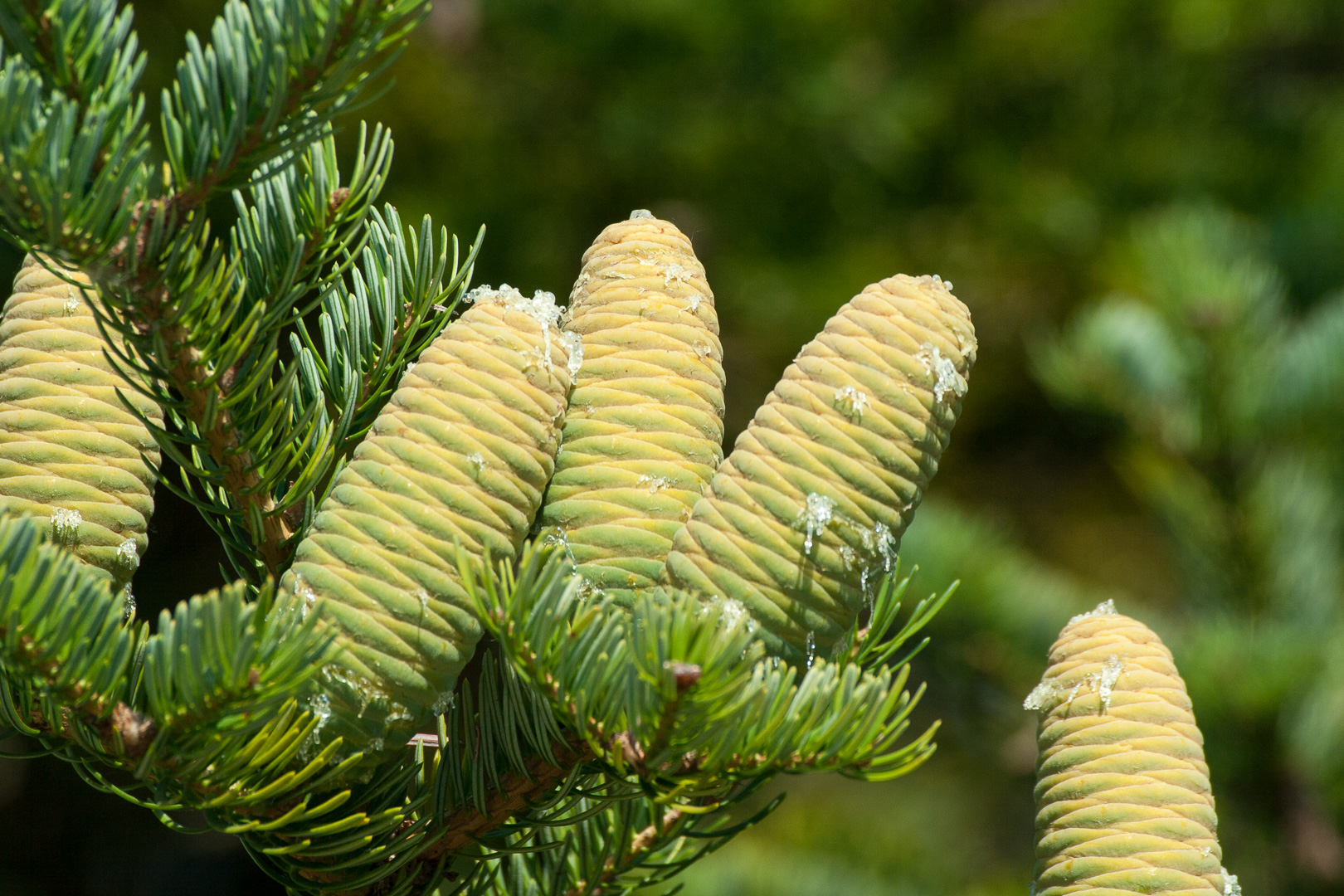

## Arter i släktet i alfabetisk ordning enligt Catalogue of Life och Dyntaxa[2][3]
- Abies alba
- Abies amabilis
- Abies balsamea
- Abies beshanzuensis
- Abies borisii-regis
- Abies bracteata
- Abies cephalonica
- Abies chensiensis
- Abies cilicica
- Abies concolor
- Abies delavayi
- Abies densa
- Abies durangensis
- Abies fabri
- Abies fanjingshanensis
- Abies fargesii
- Abies firma
- Abies forrestii
- Abies fraseri
- Abies grandis
- Abies guatemalensis
- Abies hickelii
- Abies hidalgensis
- Abies holophylla
- Abies homolepis
- Abies kawakamii
- Abies koreana
- Abies lasiocarpa
- Abies lowiana
- Abies magnifica
- Abies mariesii
- Abies nebrodensis
- Abies nephrolepis
- Abies nordmanniana
- Abies numidica
- Abies pindrow
- Abies pinsapo
- Abies procera
- Abies recurvata
- Abies religiosa
- Abies sachalinensis
- Abies sibirica
- Abies spectabilis
- Abies squamata
- Abies veitchii
- Abies vejarii
- Abies yuanbaoshanensis
- Abies ziyuanensis